# Holostylis spinicauda
Holostylis spinicauda är en kräftdjursart som beskrevs av Magdalena Blazewicz-Paszkowycz och Heard 2005. Holostylis spinicauda ingår i släktet Holostylis och familjen Diastylidae.
Artens utbredningsområde är Sydgeorgien. Inga underarter finns listade i Catalogue of Life.